# 예스터데이 (2019년 영화)
《예스터데이》(영어: Yesterday)는 2019년 개봉한 영국의 주크박스 뮤지컬 로맨틱 코미디 영화이다. 밴드 비틀스를 소재로 리처드 커티스가 각본을 쓰고 대니 보일이 연출하였다. 히메시 파텔, 릴리 제임스, 조엘 프라이, 에드 시런, 케이트 매키넌 등이 출연하였다.
2018년 3월 영화 제작이 발표되었으며, 촬영은 다음 달 영국, 특히 서퍽의 노퍽주과 헤일즈워스를 중심으로 시작되었다. 웸블리 스타디움, 프린시팰리티 스타디움, 로스앤젤레스에서도 촬영이 이루어졌다. 2019년 트라이베카 영화제에서 전 세계 최초로 상영되었다.
영화 제작자들은 비틀스 음악 사용 권리를 위해 천만 달러를 지불했다. 비록 비틀스 멤버 중에 영화에 참여한 사람은 없지만, 보일은 멤버 본인 혹은 가족들로부터 영화 제작을 허락 받았다.

## 줄거리
잭 말리크는 로스토프트에서 고군분투하고 있는 싱어송라이터로, 소규모 관중 대상으로 공연을 한다. 잭의 매니저이자 어린 시절 친구인 엘리 애플턴은 잭이 꿈을 포기하지 않도록 격려한다.
갑자기 전 세계에서 12초간 정전이 일어나면서 잭은 버스에 치인다. 사고에서 회복한 후 잭은 친구들 앞에서 비틀스의 노래 〈Yesterday〉를 부르는데, 다들 비틀스에 대해 단 한 번도 들어본 적이 없는듯이 군다. 급히 인터넷을 검색해본 잭은 현 세계에 비틀스가 존재하지 않는다는 걸 알게 된다. 이후 잭은 비틀스의 노래를 자신의 곡인 척 연주하기 시작한다.
엘리는 잭이 지역 음반 제작자인 개빈과 데모를 녹음하게 한다. 지역 방송국에서 공연을 한 후 잭은 팝 스타 에드 시런의 모스크바 공연 오프닝에 서달라는 요청을 받는다. 학교 선생님인 엘리는 학교 일과 때문에 잭과 합류하지 못하고 잭의 외향적인 친구 로키가 대신 함께 여행을 떠난다.
공연이 끝난 후 에드 시런은 잭에게 곡 작업 결투를 신청하고, 잭이 〈The Long and Winding Road〉를 연주한 후, 에드 시런은 패배를 받아들인다. 로스앤젤레스에서 시런의 무자비한 매니저 데브라 해머는 잭이 자신의 레이블과 계약하게 하고 잭이 전세계에서 유명세를 떨치게 만든다.
엘리는 잭이 LA로 영구 이사하기 전 송별회에서 항상 그를 사랑해왔다고 고백한다. 잭은 이스트웨스트 스튜디오에서 음반을 녹음하기 시작하지만, 〈Eleanor Rigby〉의 가사를 기억해내지 못한다. 기억을 불러일으키기 위해 잭은 비틀스의 고향 리버풀로 가서, 스트로베리 필드, 페니 레인, 엘리너 리그비의 무덤과 같은 명소를 방문한다.
엘리는 리버풀에서 잭과 합류한다. 둘은 술에 취해 저녁을 보내고 입을 맞추지만 엘리는 잭에게 하룻밤 관계로 남을 생각은 없다고 말한다. 다음날 아침, 잭과 로키는 엘리를 쫓아 기차역으로 간다. 엘리는 잭을 축하하면서도 잭의 유명인 생활 속 일부가 되고 싶진 않다고 말한다. 잭이 로스앤젤레스에서 가슴앓이를 하며 일상을 영위하려고 필사적으로 노력하는 가운데 엘리는 개빈과 데이트를 시작한다.
음반사는 잭의 데뷔 음반을 출시할 준비를 한다. 잭이 비틀스 음반에서 그대로 따온 제목을 제안하지만 음반사는 이를 거부하고 대신 잭의 재능을 과시하는 《One Man Only》라는 제목을 붙인다. 잭은 골스턴온시에서 루프톱 콘서트를 열어 음반을 발표하자고 설득한다.
무대 뒤에서 잭과 마찬가지로 비틀스를 기억하고 있는 두 사람이 잭에게 다가온다. 둘은 잭이 곡을 쓰지 않은 것을 알고 있지만 비틀스의 음악이 영원히 사라지지 않게 해준 점에 감사한다. 이들은 잭에게 아직 살아있는 존 레넌의 주소를 알려준다. 존 레넌은 현 세계에서는 비틀스를 결성한 적이 없으며 대중의 관심에서 벗어나 아내와 행복한 삶을 살아왔다. 잭이 찾아가자 존 레넌은 항상 사랑하는 대상을 추구하고 진실을 말하라고 조언한다.
잭은 에드 시런에게 전화하여 웸블리 스타디움 공연 주선을 부탁한다. 잭은 관중에게 자신의 음악은 표절이며 엘리를 사랑한다고 고백한다. 로키는 곡을 인터넷에 무료로 올리며 음반 발매에 훼방을 놓고 데브라는 분노한다. 잭과 엘리는 결혼해 가정을 꾸리고, 잭은 스타의 삶을 접고 음악 교사가 된다.

## 출연
- 히메시 파텔 - 잭 말리크 역
- 릴리 제임스 - 엘리 애플턴 역
- 조엘 프라이 - 로키 역
- 에드 시런 - 본인 역
- 케이트 매키넌 - 데브라 해머 역
- 산지브 바스카 - 제드 말리크 역
- 미라 사이얼 - 실라 말리크 역
- 해리 미첼 - 닉 역
- 소피아 디마티노 - 캐럴 역
- 세라 랭커셔 - 리즈 역
- 알렉산더 아널드 - 개빈 역
- 엘리스 채플 - 루시 역
- 저스틴 에드워즈 - 리오 역
- 칼 시어벌드 - 테리 역
- 러몬 모리스 - 판매부장 역
- 제임스 코든 - 본인 역
- 마이클 키와누카 - 본인 역
- 로버트 칼라일 - 존 레넌 역
- 마리야나 스피바크 - 알렉사 역
- 빈센트 프랭클린 - 브라이언 역
- 카르마 수드 - 어린 잭 역
- 거스 브라운 - 마커스 치과의사 역
- 커밀라 러더퍼드 - 힐러리 역
- 제이미 콜머 - 어린 엘리 역
- 엘리자베스 베링턴 - 헤이즐 역
- 도미닉 콜먼 - 입스위치 텔레비전 진행자 역